# ポルノの帝王 失神トルコ風呂
『ポルノの帝王 失神トルコ風呂』（ぽるののていおう しっしんとるこぶろ）は、1972年公開の日本映画。製作：東映東京撮影所、配給：東映。

## 概要
梅宮辰夫主演による“帝王シリーズ”第五作（最終作）。九州から上京した主人公が"巨大なシンボルを武器に、成り上がっていく艶笑喜劇。
タイトル命名は岡田茂東映社長。タイトルの一部に使用された「トルコ風呂」は1980年代からは「ソープランド」と表記され、今日使用されない。
梅宮は1972年3月にクラウディア・ヴィクトリアと再婚するまで、毎晩のように銀座のネオン街に繰り出し「夜の帝王」を自認していたが、トルコ風呂にも通っていたと話している。山城新伍は1975年の『独占!男の時間』（東京12チャンネル）のMC以前に「ポルノ映画（東映ポルノ）に二枚目半の役で出たのがきっかけで、トルコの突撃ルポなどの仕事が来るようになった。本当はときどき、遊びに行く程度だったんだけど、いつの間にか"トルコの帝王"にされた」と述べている。山城の『独占!男の時間』抜擢は、そこで見せた山城の話術が東京12チャンネルのプロデューサーに注目されてオファーされたもので、以降、山城は売れっ子テレビタレントになった。

## キャスト
- 松宮浩：梅宮辰夫
- 金子政雄：山城新伍
- 結城初江：花園ひろみ
- 林民枝：久里千春
- 河村茂子：有吉ひとみ
- 富岡元子：三原葉子
- 岡田夢子：円山理英子
- 園子：片山由美子
- 梅子：集三枝子
- キミ江：小林千枝
- アリス：ドナ・ケイ
- ポーレット：リンダ
- いね子：藤井まゆみ
- 白木：名古屋章
- 浩の母親：初井言栄
- 浩の妹：木村由美子
- 風祭剛：渡辺文雄
- 菊地：室田日出男
- 傷鉄：八名信夫
- 春夫：曽根晴美
- 大福屋：由利徹
- 美容師：松下麻美子
- 看護婦：吉沢信子
- トルコの客：玉川良一
- 中気の男：大泉滉
- 入院患者 : たこ八郎
- 入院患者：河合絃司
- 入院患者：谷本小夜子

## スタッフ
- 監督：内藤誠
- 脚本：小野竜之助
- 企画：矢部恒
- 撮影：中島芳男
- 音楽：小杉太一郎
- 主題歌：「シンボルロック」シングル版とはアレンジが異なり、歌詞も細部が違う。
- 美術：藤田博
- 編集：長沢嘉樹
- 録音：長井修堂
- スチル：藤井善男
- 照明：桑名史郎
- 助監督：澤井信一郎（1th）、佐伯俊道（4th）[11]他

## 製作

### 企画
札付きのプレイボーイ・梅宮辰夫が金髪(？)女性のクラウディアと正式に結婚したことを受け、調査をしたところ、外国人女性が働くトルコ（ソープ）がまだないと判明し、金髪女ばかり集めたトルコを梅宮が経営して一儲け、という先取り精神に基づく企画を思いついた。何でもある日本にも外国人女性が働くトルコはまだ無かった（今日は不明）。当時は日活ロマンポルノが警視庁からイジメ抜かれていた頃で、ポルノ業界は大混乱。日活は「どうして東映さんのポルノはあげられないのか」と怒りとひがみを露わにした。岡田茂東映社長は「うちのセックス・シーンにはドラマとしての必然性があるからや」などと笑わせた。

### 撮影
本作撮影当時は東映東京撮影所（以下、東映東京）に機動隊が導入されるなど、同撮影所の組合闘争（東制労闘争）が激化した頃。会社は契約者労組を認めざるを得なくなり、この時点では闘争は組合側の一定の勝利を収めた。この東映東京の混乱で学習院大学時代に機動隊に蹴りを入れて逮捕された佐伯俊道は、梶間俊一に「助監督に空きが出たから面接に来ないか」と誘われ、東映へ入社した。面接当日に遅刻して不採用だったのが荒井晴彦。助監督幹事の三堀篤から「しばらくサード助監督の下のフォースをやってもらう。撮影中の作品が二本、これから撮影に入るやくざものが一本。仕事を早く覚えるには、準備段階から入れるやくざものに就くのがいいと思うけど、どの作品を選ぶかは君の自由だ。いま撮影中の作品は齋藤武市監督の千葉（真一）ちゃんの空手もの、もう一本は...あまりお勧めじゃないけど、内藤誠監督のイロものだ」と言われ、「イロもの？」「ああ。『ポルノの帝王 失神トルコ風呂』というんだけどね」「それ！その作品に就かせて下さい」と即断した。佐伯は石井輝男の異常性愛路線と「夜の青春シリーズ」が大好きだった。佐伯がスタジオに入ると助監督の澤井信一郎から「まさか、この組に就くんじゃないだろうね。変わったヤツだなあ。今からでも遅くない。やめとけ。伊藤（俊也）ちゃんが頑張って『さそり』を撮ってるんだ。あっちの方が勉強になるぞォ。それにこっちはあと三日で撮影が終わるし」と言われたが、佐伯は「僕、添え物B級映画が大好き人間なんです」と訴え、本作のフォース助監督に就いた。これ以降、佐伯は会社や助監督の先輩諸氏から「何て変わった奴なんだ」と見られ、佐伯＝変態論が広まった。しかし、添え物映画を撮っていた内藤や、野田幸男、石井輝男、山口和彦らから面白がられ「ホン直しを手伝え」と言われ、多くの作品のホン直しに加わり、「シナリオをどのように書けば映像に出来うるのかを見極める実地訓練に役立ち、非常に勉強になった」などと話している。
東映東京の第13ステージに吉原の高級トルコ風呂店の豪華なセットが組まれた。外国人女優(？)をたくさん集めたセットは賑やか。彼女たちのスペシャルテクニックのキャッチフレーズはゴールド・フィンガー。デカチン梅宮が、三原葉子、片山由美子、集三枝子、金髪美女A・B・Cと次々に女を抱き倒すシーンが撮影された。

## 同時上映
『遊侠列伝』（再映）
- 監督：小沢茂弘 / 主演：高倉健 / 脚本：大和久守正